# Litozamia
Litozamia is een geslacht van weekdieren uit de klasse van de Gastropoda (slakken).

## Soorten
- Litozamia acares Houart, 2013
- Litozamia brazieri (Tenison-Woods, 1876)
- Litozamia latior (Verco, 1909)
- Litozamia longior (Verco, 1909)
- Litozamia rudolphi (Brazier, 1894)
- Litozamia subtropicalis (Iredale, 1913)
- Litozamia tropis Houart, 1995